# Promenesta chrysampyx
Promenesta chrysampyx es un heterócero de la familia Depressariidae. Fue descrito por Edward Meyrick en 1915. Se encuentra en la selva del Amazonas.

## Descripción
Su envergadura es de aproximadamente 12 mm. Sus alas anteriores son oscuras, con un ligero tinte violáceo y una delgada raya de color amarillo ocre intenso a lo largo de toda la costa, que continúa alrededor del termen hasta el tornus, con el borde ligeramente ondulado. Sus alas posteriores son oscuras.